# Йорданув
Йорданув (пол. Jordanów) — город в Польше, входит в Малопольское воеводство, Сухский повят. Имеет статус городской гмины. Занимает площадь 20,92 км². Население — 5118 человек (на 2004 год).

## История

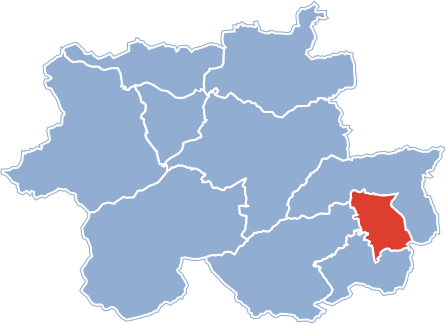
Йорданув